# Незнанка
Незнанка је први и једини студијски албум Катарина Остојић Kaya, који је издат 2006. године за издавачку кућу City Records. Текстове песама су писали Kaya, Биљана Спасић и Биљана Вујовић.

## Списак песама
| №  | Назив                      | Трајање |  |
| 1. | Немој да ме зовеш "љубави" |         |  |
| 2. | Воли ме                    |         |  |
| 3. | Незнанка                   |         |  |
| 4. | Сузе љубави                |         |  |
| 5. | Ту где си ставио руку      |         |  |
| 6. | Без савести                |         |  |
| 7. | Лутка                      |         |  |
| 8. | Хајмо сада (дует са )      |         |  |